# محمد عبد المطلب (شاعر)
محمد عبد المطلب (1870–1931) هو شاعر مصري، يلقب بـشاعر البادية.

## حياته ونشأته
محمد بن عبد المطلب بن واصل بن بكر بن بخيت بن حارس بن فزاع بن علي بن أبي خير الجهني؛ من عشيرة أبي الخبر من جهينة مصر.
شاعر مصري عظيم؛ يلقب بـ شاعر البادية؛ ولد سنة 1288هـ/1871م في بلدة باصونة إحدى قرى مركز جرجا سوهاج من بلاد مصر؛ وتوفي سنة : 1350هـ/1931م في مصر.
وأبو خير هو الجد السابع للشاعر؛ وتنتسب له عشيرة أبو خبر إحدى عشائر سوهاج في مصر؛ ويزيد عدد أفرادها على عشرة آلاف؛ ويشاركها في الانتماء لقبيلة جهينة عدة عشائر مصرية تناهز المئة ألفا؛ً وينزل أكثر تلك العشائر الجهنية بمديرية جرجا ومديرية جهينة وسوهاج؛ وترجع أصول تلك العشائر إلى قبيلة جهينة الحجازية؛ التي نزلت مصر عندما فتحها الصحابة زمن الفتوحات الإسلامية لمصر؛ والبعض الآخر استوطنها بُعيد الفتح الإسلامي؛ ونزلت قبائل جهينة الصعيد الأوسط (الأشمونين) ثم ارتفعوا فنزلوا الصعيد الأعلى ناحية سوهاج وإخميم؛ ثم أنف كثير منهم المقام بالصعيد فأصعدوا إلى النوبة وبلاد البجة؛ وأسسوا مملكة النوبة الجهنية التي استمرت لعدة سنوات ثم سقطت .

### نشأته
نشأ الشاعر ابن عبد المطلب الجهني نشأة صالحة؛ فخرج من بيت علم وأدب؛ توسم فيه والده منذ صغره النجابة وطلاقة اللسان؛ فأرسله إلى الحفاظ حتى حفظ القرآن الكريم وهو دون العاشرة من العمر؛ ثم أرسله إلى الأزهر الشريف فدرس بالأزهر أحد عشر عاما على أيدي كبار العلماء؛ كان رحمة الله صاحب أدب؛ طيب المعشر؛ راسخ الإيمان؛ صلب العقيدة؛ معتزاً بدينه؛ يعرف فضل قومه؛ وكان حجة في الآدب واللغة والبلاغة؛ محيطاً بأكثر معاني اللغة جزلها وغريبها؛ وكان شاعراً فحل قوي السبك جزل العبارة منقطع النظير في شعره؛ لا يكاد من يقراء شعره يفرق بينه وبين شعراء صدر الإسلام أهل القرن الثالث والرابع الهجري؛ كان منافساً قويا لأمير الشعراء أحمد شوقي وكان أحق منه بلقب أمير الشعراء؛ حينما نافسه على اللقب .

## أصوله
ترجع أصول شاعر البادية ابن عبد المطلب الجهني إلى سلالة الصحابة الجهنيين الأبطال الفاتحين لبلاد مصر؛ كان والد شاعرنا رجلاً صالحاً متفقهاً محبوباً لدى جميع عشائر قومه جهينة؛ كان شاعرنا محمد بن عبد المطلب الجهني معتزاً بدينة ونسبه أيما اعتزاز؛ وكان شديد العصبية لسلف هذه الأمة من صحابتها وقوادها وعلمائها وشعرائها؛ فلا يكاد يسمع بحديث مزرٍ عليها أو غاضً من كرامتها؛ حتى يغضب لها غضبة الليث الهصور؛ فينبرى له تزييفاً وتهجيناً؛ خطابةً أو شعراً أو كتابةً .

### وصلات خارجية
- الشاعر محمد عبد المطلب